# قائمة زملاء الجمعية الملكية المنتخبين في 1956
هذه الصفحة تعرض قائمة زملاء الجمعية الملكية المُنتخبين لعام 1956.

## الزملاء
- جون ألفرد فالنتين باتلر [الإنجليزية]‏
- Nicholas Kurti [الإنجليزية]‏
- Roy Markham [الإنجليزية]‏
- Errol White [الإنجليزية]‏
- نيقولاس كيمير [الإنجليزية]‏
- John Baker, Baron Baker [الإنجليزية]‏
- Charles Skinner Hallpike [الإنجليزية]‏
- دنيس غابور
- Frederick William Shotton [الإنجليزية]‏
- Norman Percy Allen [الإنجليزية]‏
- Robert Gwyn Macfarlane [الإنجليزية]‏
- هيلين بورتر
- جون ميتشيل

## الأعضاء الأجانب
- هانز بترسون
- Kaj Ulrik Linderstrøm-Lang [الإنجليزية]‏
- روبرت وودورد
- فريتس زيرنيكه